# تونی وان
تونی وان (انگلیسی: Tony Vaughan؛ زادهٔ ۱۱ اکتبر ۱۹۷۵) بازیکن فوتبال اهل بریتانیا است.
از باشگاه‌هایی که در آن بازی کرده‌است می‌توان به باشگاه فوتبال بارنزلی، باشگاه فوتبال منچستر سیتی، باشگاه فوتبال ناتینگهام فارست، باشگاه فوتبال هاکنال تاون، باشگاه فوتبال کاردیف سیتی، باشگاه فوتبال مادرول، باشگاه فوتبال ایپسویچ تاون، باشگاه فوتبال اسکانتورپ یونایتد، باشگاه فوتبال استوک‌پورت کانتی، و باشگاه فوتبال منزفیلد تاون اشاره کرد.